# Potemayo
Potemayo (ぽてまよ?) è un manga seinen yonkoma scritto e disegnato da Haruka Ogataya. È stato pubblicato sulla rivista Moeyon  di Futabasha dal 9 luglio 2004 all'ottobre del 2005, per poi passare sulla rivista Comic High! (sempre di Futabasha) fino alla pubblicazione del capitolo conclusivo, avvenuta il 22 gennaio 2011. L'intera l'opera è stata raccolta in 5 tankōbon.
Successivamente è stato realizzato anche un anime di 12 episodi, prodotti dallo studio J.C.Staff e trasmessi dal 6 luglio al 21 settembre del 2007 su Tokyo MX.

## Trama
Un mattino Sunao Moriyama, uno studente delle scuole medie, trova all'interno del suo frigorifero una strana bambina dalle orecchie da gatto. Si tratta evidentemente di un piccolo demone o di un alieno, ma Sunao, dal carattere calmo e risoluto, non si fa prendere dal panico e adotta lo strano "animaletto". Senza pensarci più di tanto le dà il nome Potemayo, contrazione delle parole "Potato" e "Mayonnaise", lette per caso in quel momento.
Potemayo non sembra affatto essere indipendente, agisce proprio come una bambina poco più che neonata, per cui è costretto a portarla a scuola. All'interno della classe tutti iniziano ad adorare i suoi "miagolii" ed il suo corpicino morbido e paffuto, quindi non tarda a diventare una vera e propria mascotte.
Quello stesso giorno appare un'altra piccola aliena dal frigorifero di Sunao: Guchuko. Nonostante appartenga alla stessa specie di Potemayo si rivela essere molto più scontrosa e solitaria. Le sue corna d'alce posseggono poi una curiosa capacità: riescono a sparare dei potenti raggi laser in grado di mettere ko chiunque ne sia vittima.
La storia si evolve fra numerose situazioni paradossali e divertenti, condite da una leggera dose di romanticismo sparsa qua e là. Col trascorrere del tempo appariranno sempre più personaggi che movimenteranno sempre di più la vita dei protagonisti.

## Personaggi
Sunao Moriyama (森山 素直?, Moriyama Sunao)
Doppiaggio: Eri Kitamura
È il protagonista della serie, ma non si comporta affatto da eroe. È un ragazzino normalissimo, se non fosse per la sua freddezza quasi disumana. L'arrivo di Potemayo sconvolge la sua vita, indubbiamente migliorandola. Sunao infatti, nonostante la giovane età, vive da solo, perché il padre lavora all'estero e la madre è morta quando lui era ancora solo un bambino. Le enormi responsabilità che gli gravano sulle spalle lo portano a comportarsi e ad esprimersi come un adulto, ma Potemayo riuscirà pian piano a risvegliare un Sunao sopito ormai da troppo tempo.
Potemayo (ぽてまよ?)
Doppiaggio: Kana Hanazawa
A lei è dedicata l'intera opera. Non si capisce bene cosa sia o da dove venga, del resto sembra che nessuno ci faccia troppo caso. Potemayo ha un carattere molto pacato, le piace mangiare e guardare la tv. Il più delle volte si esprime con versi simili a quelli di un gatto, ma riesce - anche se un po' a fatica - anche a pronunciare le sillabe giapponesi.
Ha una cotta per Sunao, e non riesce a fare a meno di lui. Proprio per questo è molto aggressiva nei confronti di Mikan, la sua rivale in amore. Potemayo è poi contraddistinta da un piccolo parrocchetto che vive sulla sua testa, che usa come nido. Caratteristica principale di questo uccellino è che è ghiotto di pollo.
Mikan Natsu (夏 みかん?, Natsu Mikan)
Doppiaggio: Ayako Kawasumi
Un altro dei personaggi principali della serie. È perdutamente innamorata di Sunao e non fa che fantasticare su di lui. Lo ricopre anche di attenzioni, ma senza essere invasiva. È anzi molto timida, infatti non ha mai dichiarato il suo amore al compagno di classe. Lavora in un negozio di frutta e verdura gestito dai genitori ed è sempre molto gentile con tutti. Anche con Potemayo, con cui cerca di stringere amicizia.
Guchuko (ぐちゅ子?)
Doppiaggio: Ayumi Tsuji
Appartiene presumibilmente alla stessa specie di Potemayo, infatti ha circa le stesse dimensioni. Tuttavia ha un carattere che sembra l'opposto di quello di Pote-chan: evita chiunque, è scontrosa ed ha sempre paura che qualcuno le si avvicini troppo. Si difende, o più che altro attacca, con delle corna d'alce capaci di sparare un potente raggio capace di abbrustolire l'avversario. Tali corna sono vive e riflettono le emozioni di Guchuko in quel momento. Nonostante sia molto solitaria, col tempo si affeziona a Kyo (colei che le ha dato il nome) e finisce col vivere nel giardino di casa sua. Guckuko rappresenta per Potemayo una rivale, ma non vale il viceversa (a Guchuko importano solo Kyo e il cibo).

## Episodi dell'anime
| Nº | Titolo italiano Giapponese 「Kanji」 - Rōmaji                                                               | In onda           | In onda |
| Nº | Titolo italiano Giapponese 「Kanji」 - Rōmaji                                                               | Giapponese        |         |
| 1  | Pote 1 - Potemayo 「ぽて１ － ぽてまよ」 - Pote 1 - Potemayo                                                | 6 luglio 2007     |         |
| 2  | Pote 2 - Invasione! Creature misteriose! 「ぽて２ － 来襲！ 謎の生物」 - Pote2 - Raishuu! Nazo no Seibutsu! | 6 luglio 2007     |         |
| 3  | Pote 3 - La bambina amata 「ぽて３ － 愛しのあの子」 - Pote3 - Aishi no ano Ko                              | 13 luglio 2007    |         |
| 4  | Pote 4 - Domenica 「ぽて４ － 日曜日」 - Pote4 - Nichiyoubi                                                 | 13 luglio 2007    |         |
| 5  | Pote 5 - Miracolo alla vigilia di Natale 「ぽて5 － 聖夜の奇跡」                                            | 20 luglio 2007    |         |
| 6  | Pote 6 - È arrivato l'anno nuovo 「ぽて6 － それは大晦日 突然に」                                           | 20 luglio 2007    |         |
| 7  | Pote 7 - Febbraio, alla vigilia della primavera 「ぽて7 － 2月と言えば節分と」                              | 27 luglio 2007    |         |
| 8  | Pote 8 - Starnuti mattutini 「ぽて8 － くさめの朝」                                                         | 27 luglio 2007    |         |
| 9  | Pote 9 - Ricordi del sonno profondo 「ぽて9 － 春眠暁を覚えず」                                             | 3 agosto 2007     |         |
| 10 | Pote 10 - Tempesta primaverile 「ぽて10 － 春の嵐」                                                         | 3 agosto 2007     |         |
| 11 | Pote 11 - Una vita meravigliosa 「ぽて11 － 素敵な生活」                                                    | 10 agosto 2007    |         |
| 12 | Pote 12 - Estate, è tempo di piscina 「ぽて12 － 夏といえば、プールと」                                     | 10 agosto 2007    |         |
| 13 | Pote 13 - Fine dell'estate 「ぽて13 － 夏の終わりに」                                                       | 17 agosto 2007    |         |
| 14 | Pote 14 - Notte del festival 「ぽて14 － 祭りの夜に」                                                       | 17 agosto 2007    |         |
| 15 | Pote 15 - Shopping 「ぽて15 － おかいもの」                                                                 | 24 agosto 2007    |         |
| 16 | Pote 16 - È arrivato l'inverno 「ぽて16 － WINTER HAS COME」 - Pote 16 - WINTER HAS COME                    | 24 agosto 2007    |         |
| 17 | Pote 17 - Inverno soffice e nodoso 「ぽて17 － もこもこウィンター」                                         | 31 agosto 2007    |         |
| 18 | Pote 18 - Casa mia 「ぽて18 － マイホーム」                                                                 | 31 agosto 2007    |         |
| 19 | Pote 19 - Super Spa 「ぽて19 － スーパースパ」                                                              | 31 agosto 2007    |         |
| 20 | Pote 20 - Pioggia nel sesto mese lunare 「ぽて20 － 水無月に雨ふるふる」                                    | 7 settembre 2007  |         |
| 21 | Pote 21 - Tempo di foglie nuove 「ぽて21 － 若葉のころ」                                                    | 7 settembre 2007  |         |
| 22 | Pote 22 - Sentimenti di un bocciolo 「ぽて22 － つぼみのきもち」                                            | 14 settembre 2007 |         |
| 23 | Pote 23 - La mamma 「ぽて23 － かあさんのこと」                                                             | 14 settembre 2007 |         |
| 24 | Pote 24 - Fiori 「ぽて24 － 花」                                                                            | 21 settembre 2007 |         |